# Дмитровка (Приазовский район)
Дмитровка (укр. Дмитрівка) — село в Приазовском районе Запорожской области Украины. Является административным центром Дмитровского сельского совета, в который не входят другие населённые пункты. В 2022 году, во время вторжения России на Украину, село было захвачено. На данный момент находится под оккупацией ВС РФ.
Код КОАТУУ — 2324583501. Население по переписи 2001 года составляло 468 человек.

## Географическое положение
Село Дмитровка находится на берегах реки Апанлы,
выше по течению на расстоянии в 1,5 км расположено село Фёдоровка,
ниже по течению на расстоянии в 3 км расположено село Владимировка.
Река в этом месте пересыхает, на ней сделано несколько запруд.

## История
- 1861 год — дата основания как село Бадай.
- В 1920 году переименовано в село Дмитровка.

## Объекты социальной сферы
- Школа. Также учеников возят во Владимировку на школьном микроавтобусе.[2]
- Клуб.

## Известные люди
- Петров Василий Степанович (1922—2003) — генерал-полковник, дважды Герой Советского Союза, родился в селе Дмитровка.
- Алексеева Клавдия Ильинична — Герой Социалистического Труда.